# Integrierte Regelung für die politische Reaktion auf Krisen
Die Integrierte Regelung für die politische Reaktion auf Krisen (IPCR), auch Integrierter Krisenrektionsmechanismus genannt, unterstützt schnelle und koordinierte politische Entscheidungen auf EU-Ebene im Falle schwerer und komplexer Krisen. Der Mechanismus reicht vom Informationsaustausch bis hin zu koordinierten materiellen Maßnahmen.
Mit Hilfe dieses Mechanismus koordiniert der Ratsvorsitz die politische Reaktion auf die Krise, indem er folgende Akteure zusammenbringt:
- die EU-Institutionen
- die betroffenen Mitgliedstaaten
- andere wichtige Akteure

Dieser Krisenreaktionsmechanismus kann seit 2013 entweder vom Ratsvorsitz oder von einem Mitgliedstaat, der die Solidaritätsklausel (Art. 222 AEUV) geltend macht, aktiviert werden.
Im Jahr 2018 erließ der Rat einen Durchführungsbeschluss, mit dem die IPCR-Regelung in einem Rechtsakt kodifiziert wurde.